# Sojuz MS-10

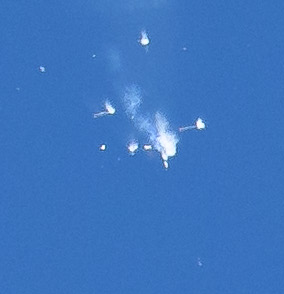
Raketen strax efter kollisionen

Sojuz MS-10 (ryska: Союз МС-10) var en flygning i det ryska rymdprogrammet. Den skulle flyga två astronauter till Internationella rymdstationen (ISS). Farkosten skötas upp med en Sojuz-FG-raket, från Kosmodromen i Bajkonur den 11 oktober 2018. Under uppskjutningen uppstod problem med Sojuz-raketen. Besättningen landade förhållandevis välbehållna, några minuter senare, utanför staden Zjezkazgan i Kazakstan.

## Problem vid uppskjutningen
Drygt två minuter efter uppskjutningen uppstod problem med Sojuz-raketen. Räddningsraketen aktiverades automatiskt och separerade Sojuz-farkosten från raketen. Några minuter senare landade kapseln med de båda kosmonauterna, två mil öster om staden Zjezkazgan i Kazakstan.
Strax därpå nåddes kosmonauterna av de fyra helikoptrar med räddningspersonal som skickades dit och de flögs direkt till sjukhus i Zjezkazgan. De utsatts för starka g-krafter (6,7g), men mådde efter omständigheterna bra och behövde inte medicinsk vård.
Några veckor senare la man fram bevis för att en av raketens förstasteg hade kolliderat med raketens andra steg. Detta lede till att raketen kom ur kurs, vilket automatiskt aktiverade räddningsraketen.

## Besättning
| Befälhavare    | Aleksej Ovtjinin, RSA Hans andra rymdfärd Expedition 57 / 58 |
| Flygingenjör 1 | Nick Hague, NASA Hans första rymdfärd Expedition 57 / 58     |

## Reservbesättning
| Befälhavare    | Oleg Kononenko, RSA      |
| Flygingenjör 1 | David Saint-Jacques, CSA |

## Bilder
|                                 |
| Sojuz MS-10 före uppskjutningen |

|                                  |
| Sojuz MS-10 under uppskjutningen |